# مودستو وال
مودستو وال (به ایتالیایی: Modesto Valle) بازیکن فوتبال و اهل ایتالیا است که از سال ۱۹۱۲ میلادی عضو تیم ملی فوتبال ایتالیا بوده و در ۷ بازی ملی حضور داشته‌است. او در بازی‌های ملی‌اش گلی به ثمر نرساند.
مودستو وال آخرین بازی ملی خود را در سال ۱۹۱۴ میلادی انجام داد.